# Тендер (вагон)

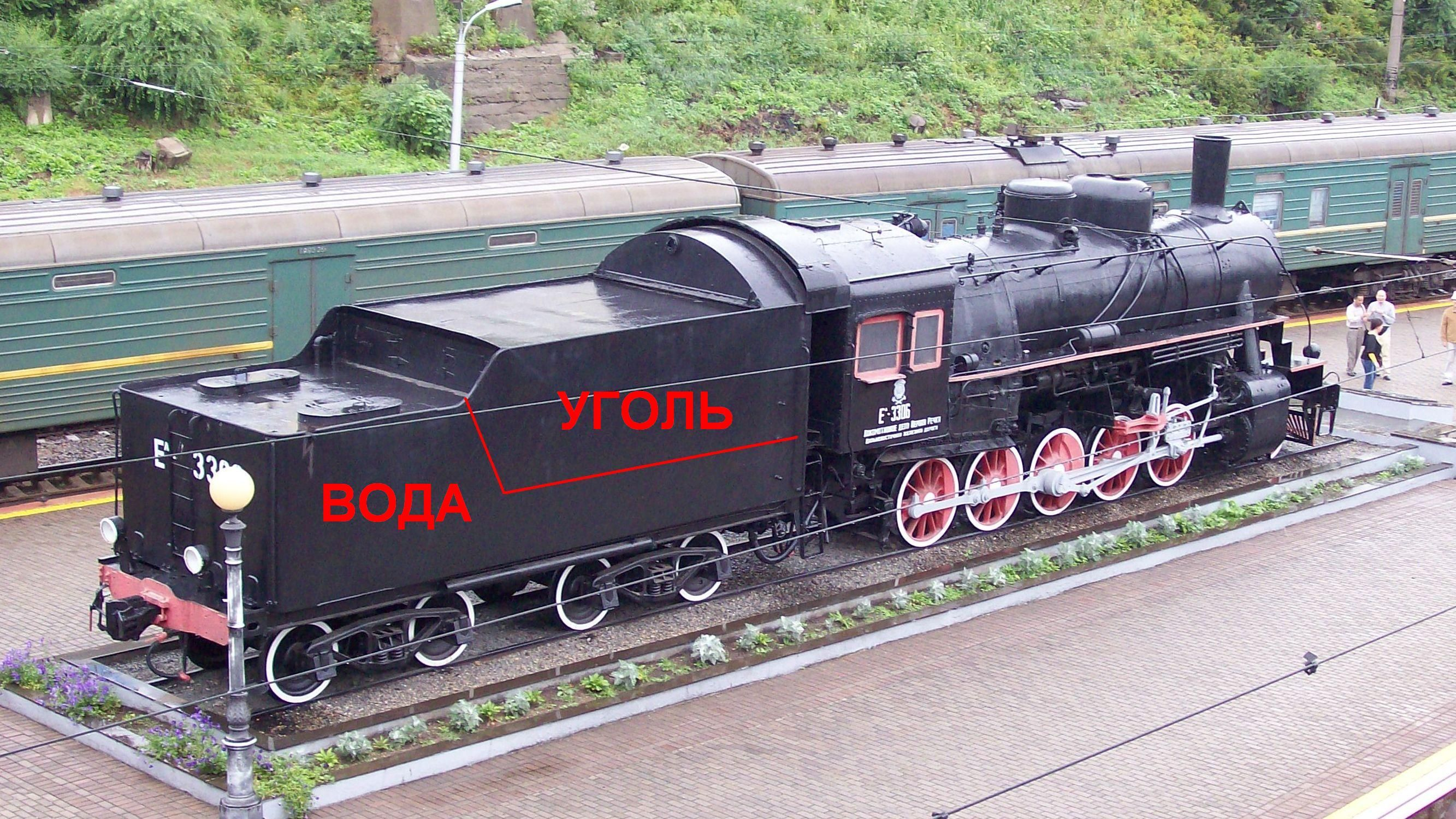
Тендер паровоза Е^{а}−3306 (железнодорожный вокзал Владивостока), вид сверху:
Овальные люки — для воды, угольный бункер заварен для защиты от проникновения внутрь памятника.

Те́ндер — специальный железнодорожный вагон, прицепляемый к паровозу, предназначенный для перевозки запаса топлива для локомотива (дров, угля или нефти), смазки, воды и части хозяйственного инвентаря. 
Тендер первых паровозов представлял собой двухосную повозку с ящиком для угля и бочкой для воды. Тендер к моменту заката паровозной эпохи состоял из водяного бака и угольного ящика (или бака для жидкого топлива), расположенных на клёпаной или сварной раме, которая опирается на колёсные пары (трёхосные тендеры) или две двухосные или трёхосные тележки. 
К 1930-м годам основной тип тендеров на советских железных дорогах — 4-осный с запасом 23—28 т воды и 8—15 т угля. У мощных паровозов ИС и ФД — до 50 т воды и от 20 до 40 т топлива. 
Для мощных паровозов, которые потребляют большое количество угля, в тендере размещают также механический углеподатчик (стокер).
Существуют особые танк-паровозы, которые везут запас топлива и воды на себе и отдельного тендера не требуют.
Тендер-конденсатор помимо запаса топлива и небольшого количества свежей воды имеет оборудование для конденсации отработанного пара и отделения масла от конденсата для последующей подачи в котёл.

## Фотографии паровозных тендеров

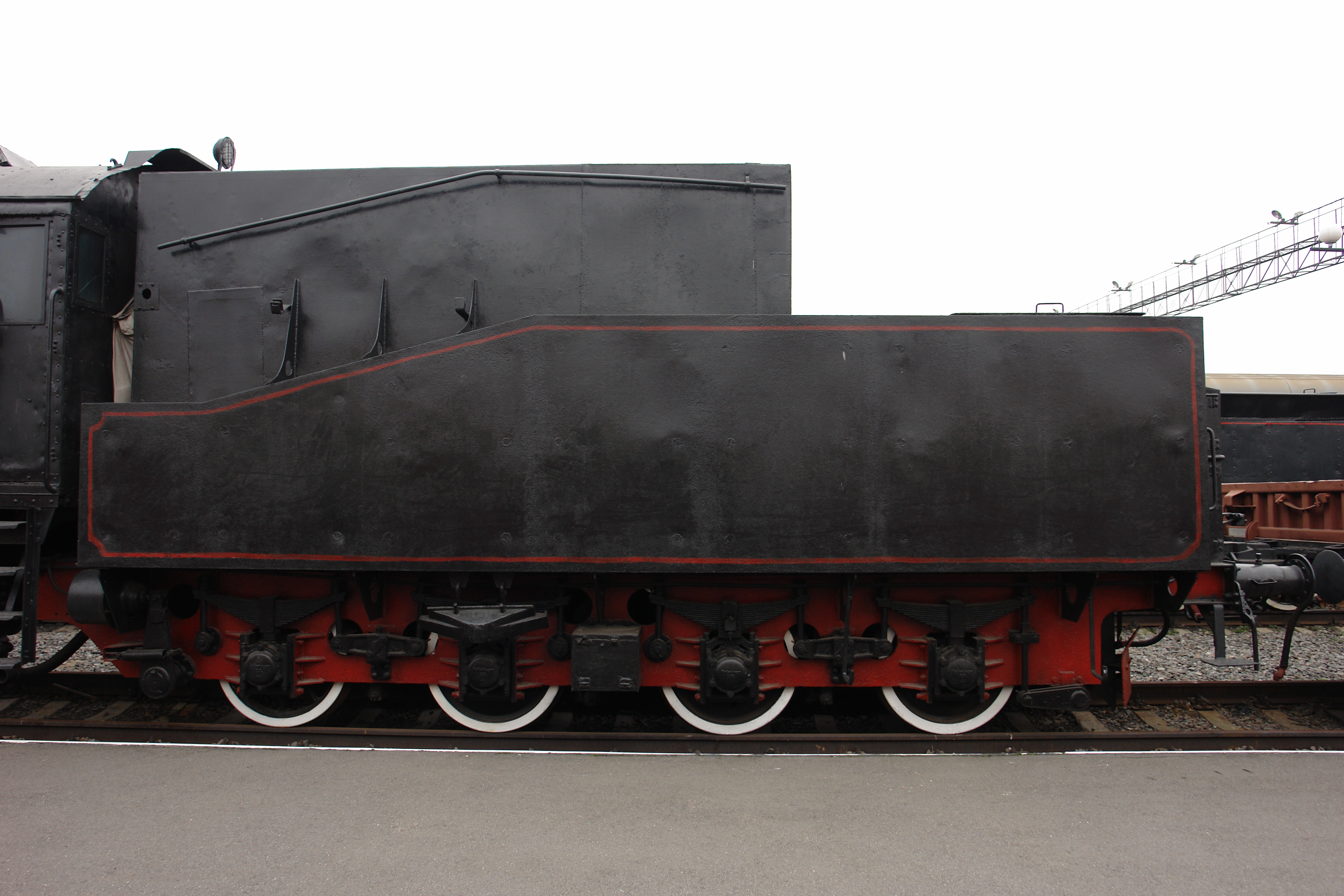
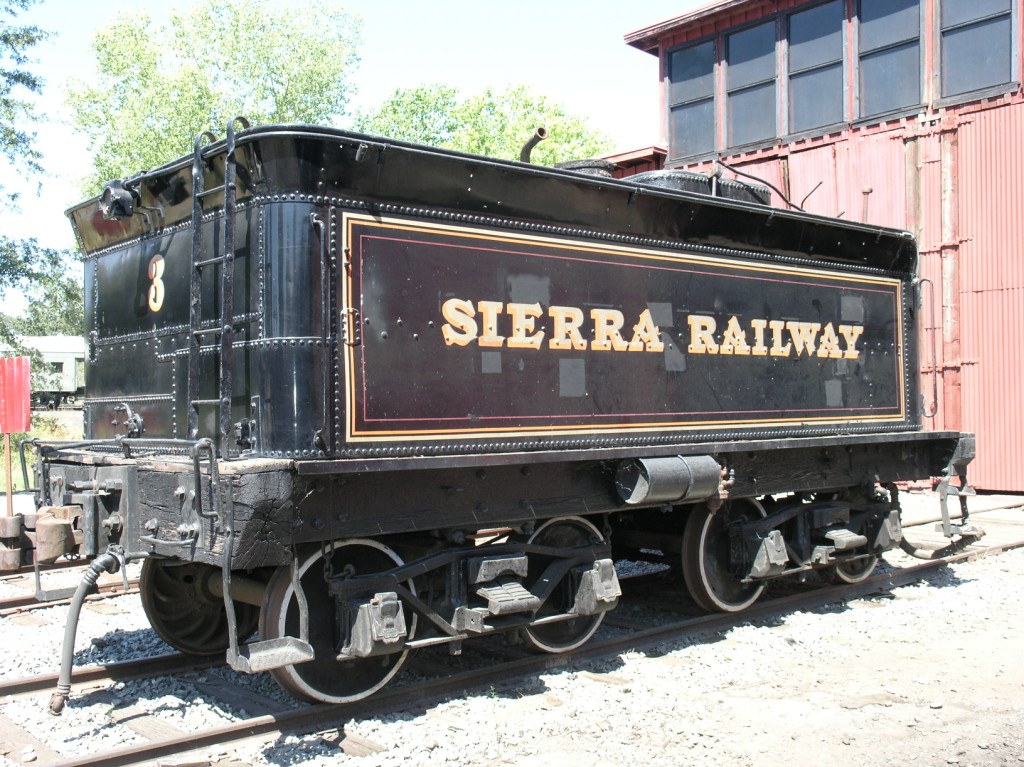
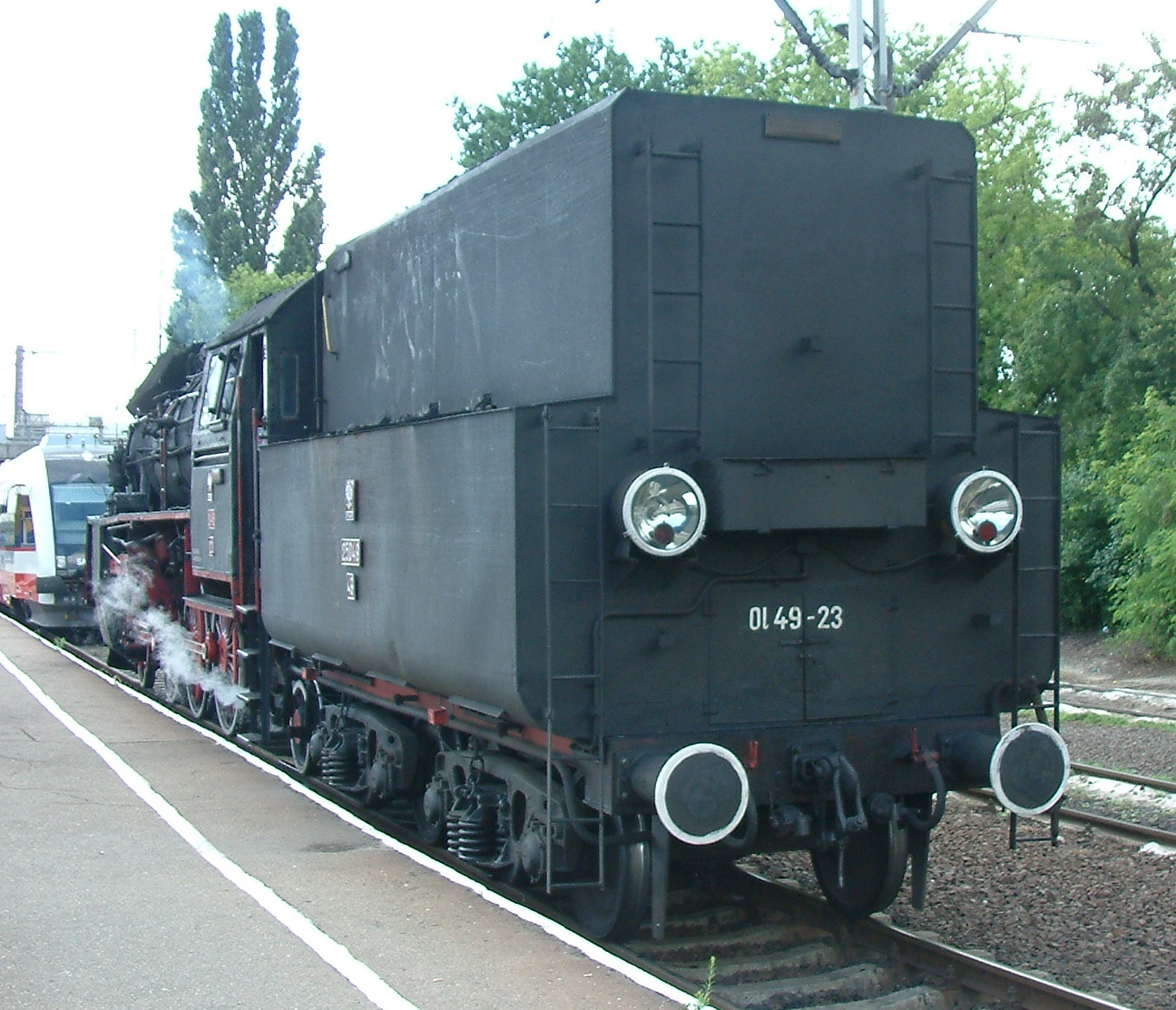
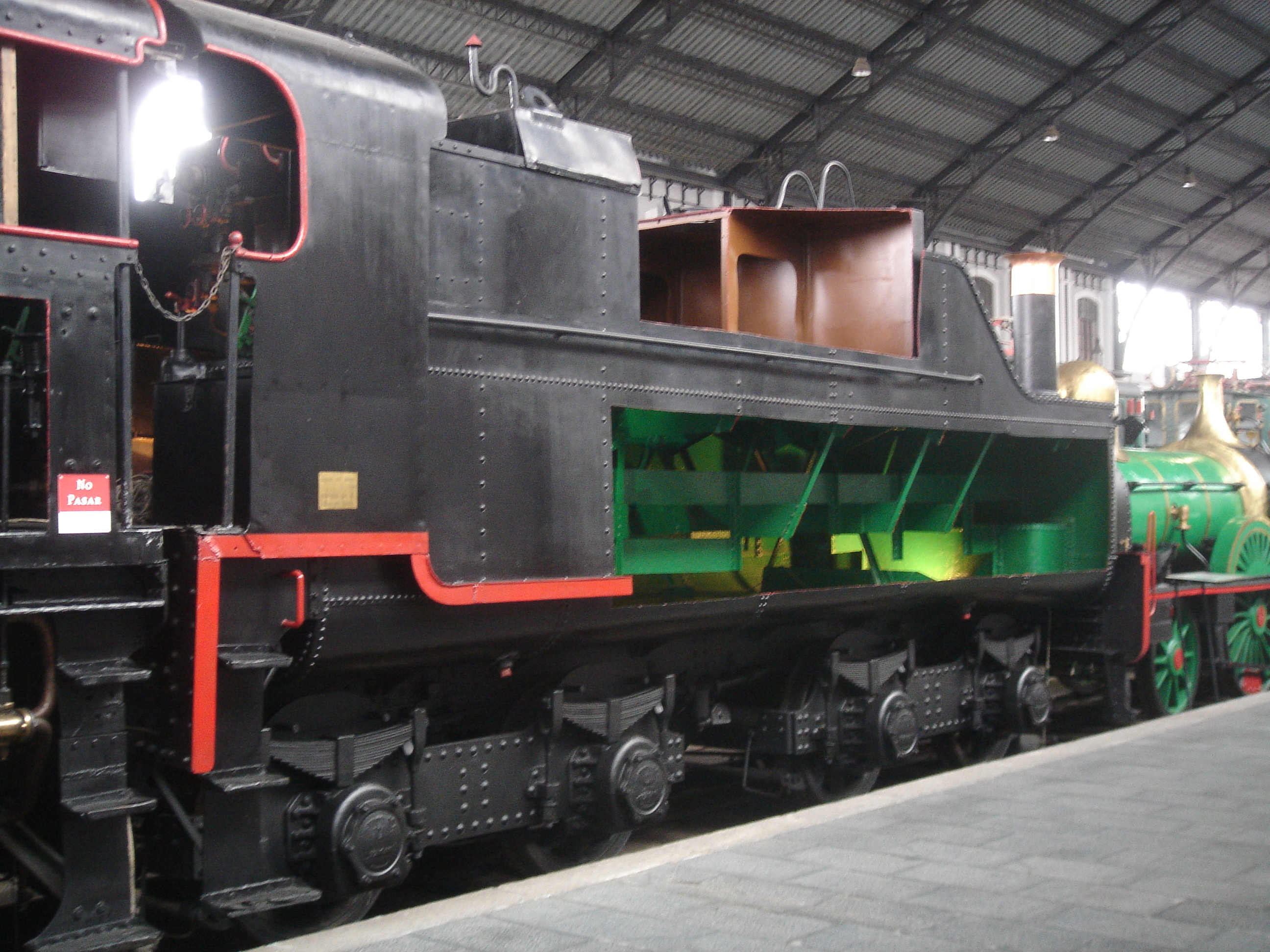
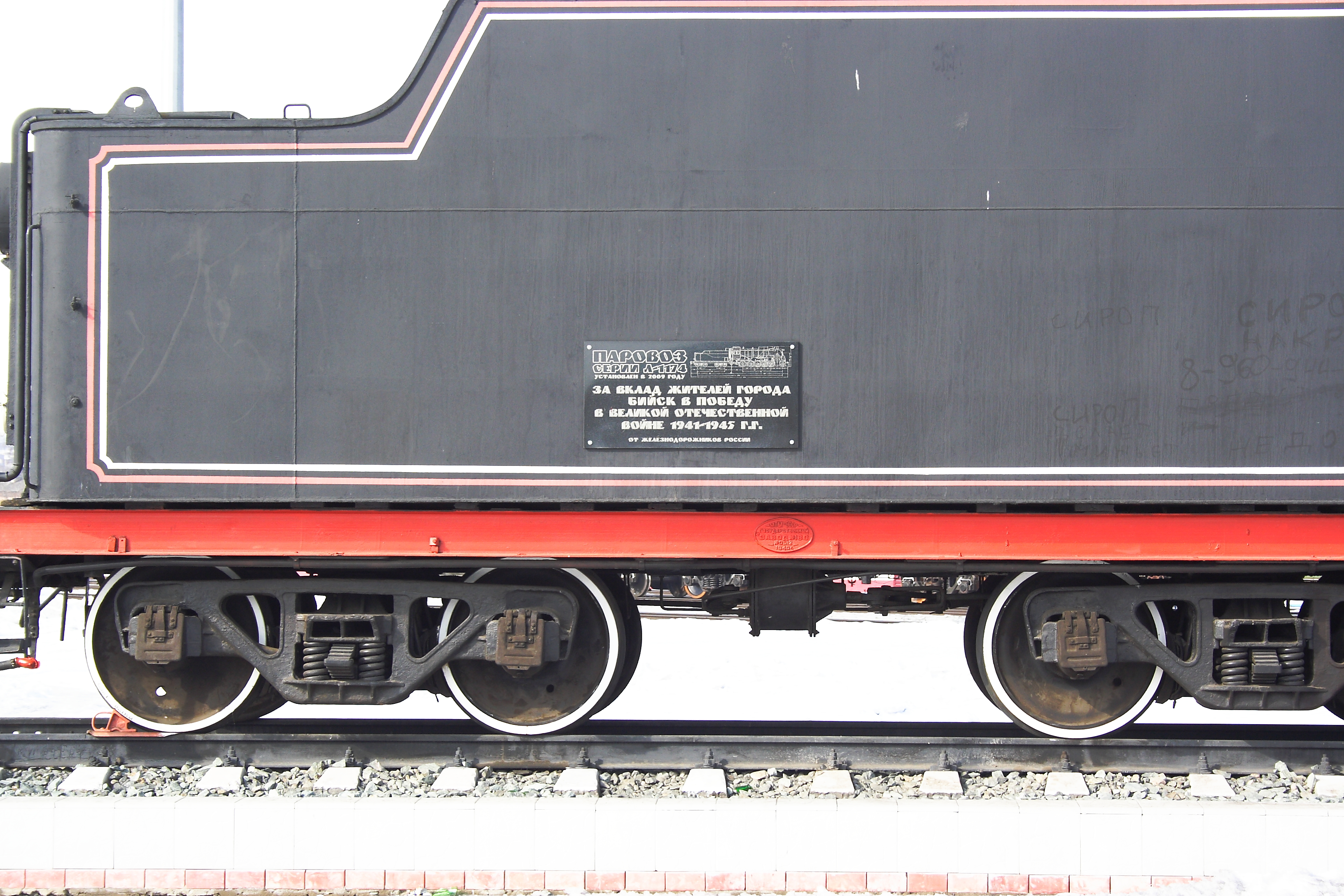